# Jean-Jacques Béchio
 (mai 2011).
Si vous disposez d'ouvrages ou d'articles de référence ou si vous connaissez des sites web de qualité traitant du thème abordé ici, merci de compléter l'article en donnant les références utiles à sa vérifiabilité et en les liant à la section « Notes et références ».
Jean-Jacques Béchio, né le 22 août 1949 à Grand-Bassam et mort le 12 février 2018 à Abidjan, est un homme politique ivoirien.
Membre de l'ethnie Attié, il est issu du milieu syndical étudiant où il aura fait ses premières armes.

## Biographie
Jean-Jacques Béchio est le quatrième enfant d'une famille de 13 enfants.

### Premières années
J. J. B., comme on l'appelle souvent dans son pays, obtient son baccalauréat au lycée classique d'Abidjan ; diplômé en droit de l'université d'Abidjan et de l'École nationale d'administration (ENA), il devient secrétaire général du Mouvement des étudiants et élèves de Côte d'Ivoire (MEECI) au début des années 1970. C'est pendant ses années de lycée qu'il rencontrera notamment Simone Ehivet qui deviendra plus tard l'épouse de Laurent Gbagbo.
Il choisit après ses études la filière diplomatie et relations internationales, et se spécialise sur le Proche et Moyen-Orient, région où il prendra son premier poste en qualité de premier conseiller d'ambassade à Téhéran jusqu'au renversement du régime du Chah. Il sera ensuite basé au Pakistan, jusqu'à son retour en Côte d'Ivoire à la fin des années 1970, où il occupera divers postes (conseiller technique du ministre des affaires étrangères, chef de cabinet du ministre de la fonction publique, et secrétaire général chargé de la réforme administrative).

### Carrière politique
Jean-Jacques Béchio entre au gouvernement avec le portefeuille de ministre de la fonction publique et porte-parole du gouvernement en 1983 à l'âge de 34 ans. À ce titre, il est le principal artisan de la restructuration de l'administration publique de la Côte d'Ivoire moderne.
Initiateur du concept de la rigueur, il mène une politique vigoureuse contre l'absentéisme, la corruption, les détournements de fonds publics. Il reste au gouvernement jusqu'au début des années 1990.
Il retourne alors à la diplomatie et est nommé ambassadeur de Côte d'Ivoire au siège de l'Organisation des Nations unies à New York, où il aura à présider le Conseil de sécurité lors des résolutions contre l'Irak, prélude à la première guerre du Golfe. Après trois ans, il revient à Abidjan et prend les fonctions de Conseiller spécial auprès du Premier ministre Alassane Ouattara jusqu'à la démission de ce dernier à la mort de Félix Houphouët-Boigny. Réputé aussi bien pour sa rigueur que son franc-parler, il rejoint Alassane Ouattara avec d'autres anciens collaborateurs et proches du défunt président et intègre au sein du RDR l'opposition au pouvoir de Henri Konan Bédié.
Orateur hors pair et contradicteur sans pareil, les régimes successifs de la junte militaire du général Robert Guéï, de Laurent Gbagbo, en passant par Konan Bédié, voient en lui un « homme à abattre ». Il est même incarcéré durant 6 mois lors de ce qu'il convient de nommer « le complot de la cabine téléphonique », pour atteinte à la sûreté de l'État, incitation à l'insurrection et détention illégale d'armes de guerre. Relaxé sans jugement, pour manque de preuves, il est en visite chez un ami au Gabon lorsqu'éclate la rébellion armée conduite par Guillaume Soro. Il s'exile alors à Libreville puis Dakar où il s'installera avec sa famille.
Jean-Jacques Béchio rentre en Côte d'Ivoire en mai 2007. En juin, il quitte le RDR avec d'anciens dirigeants du parti pour fonder son propre mouvement, l'Alliance pour une Nouvelle Côte d'Ivoire (ANCI) dont il est le secrétaire général puis président après le retour de Fofana Zemogo au RDR en janvier 2010. Il quitte la présidence de l'ANCI en octobre pour fonder un autre mouvement politique dénommé Pour la Côte d'Ivoire dont il annonce la création le 5 octobre 2010.
Il est arrêté par les forces françaises, aux côtés de sa cousine Geneviève Bro-Grébé, Laurent et Simone Gbagbo et d'autres le 11 avril 2011 lors de la conquête d'Abidjan par les forces pro-Ouattara. Il sera emprisonné depuis cette date et déporté à Katiola (Nord). Libéré sous condition le 20 décembre 2012 après 20 mois passés sous les verrous.
Malade depuis plusieurs mois, Jean-Jacques Béchio est décédé dans la nuit du 11 au 12 février 2018 à l'âge de 68 ans.

### Vie privée
Jean-Jacques Béchio est divorcé et père de quatre enfants (Kareem, Stephane, Yasmina et Manuella).